# Pure Stream Media
Pure Stream Media är en internetbaserad medieorganisation som producerar bilder, videoklipp och artiklar om islam. Pure Stream Media har som mål att sprida den islamiske profeten Muhammeds och Ahl al-Bayts budskap. Enligt deras hemsida är "Pure Stream" ett oberoende digitalt medieprojekt som inte är kopplat till någon organisation, regering eller land.